# Naturschutzgebiet Aïr und Ténéré
Das Naturschutzgebiet Aïr und Ténéré wurde im Jahre 1988 im Staat Niger gegründet und zählt seit 1991 zum UNESCO-Welterbe. Aufgrund von Unruhen und politischen Konflikten wurde es bereits 1992 auf die Liste des gefährdeten Welterbes gesetzt. Mit einer Fläche von 7,7 Millionen ha stellt es das größte Schutzgebiet Afrikas dar. Es umfasst vielfältige, trockene Landschaftsformen, die von der sandigen Ténéré-Wüste und dem felsigen Aïr-Gebirge geprägt werden.

## Fauna
Ein Sechstel der Fläche dient vorrangig zum Schutz der seltenen Mendesantilope (Addax-Reservat). Nur wenig mehr als 100 dieser bedrohten Antilopen halten sich im Südosten des Gebietes. Weitere große Säugetierarten, die im Naturschutzgebiet überleben, sind die Dorkasgazelle, deren Bestand mit 12.000 Tieren angegeben wird, und das Mähnenschaf, das auf rund 3500 Tiere geschätzt wird. Die Damagazelle ist mit nur rund 170 Exemplaren ungleich seltener. Die Säbelantilope wurde letztmals 1983 nachgewiesen, die Dünengazelle wurde im Gebiet erst einmal gesichtet. Die meisten Großraubtiere, wie Löwen und Wildhunde, wurden zum  Beginn des 20. Jahrhunderts ausgerottet. Einige Geparde und Streifenhyänen halten sich jedoch bis heute und ernähren sich vor allem von verwilderten Hauseseln. Daneben kommen kleinere Raubtiere wie Afrikanische Goldwölfe, Fenneks, Rüppellfüchse, Wüstenluchse und Sandkatzen in größeren Beständen vor. Auch Bandiltisse sind nachgewiesen. Etwa 70 Grüne Paviane und 500 Husarenaffen kommen im Schutzgebiet vor. Weitere markante Säuger sind Klippschliefer, Stachelschweine und Wüstenigel.
Die einstmals heimischen Strauße, deren Bestand um 1990 auf 800 bis 2000 Tiere geschätzt wurde, scheinen in jüngerer Zeit durch Wilderei ausgerottet worden zu sein. Es handelte sich um die letzte größere Population der nordafrikanischen Unterart Struthio camelus camelus. Zu den typischen Vogelarten des Gebietes zählen Kronenflughühner, Tauben, Bartvögel und Lerchen. Die Nubiertrappe und der Uhu kommen ebenfalls vor. Insgesamt leben etwa 40 Säugetierarten, 165 Vogelarten und 18 Reptilienarten im Schutzgebiet. Eine Amphibienart ist nachgewiesen, jedoch keine Fischart.

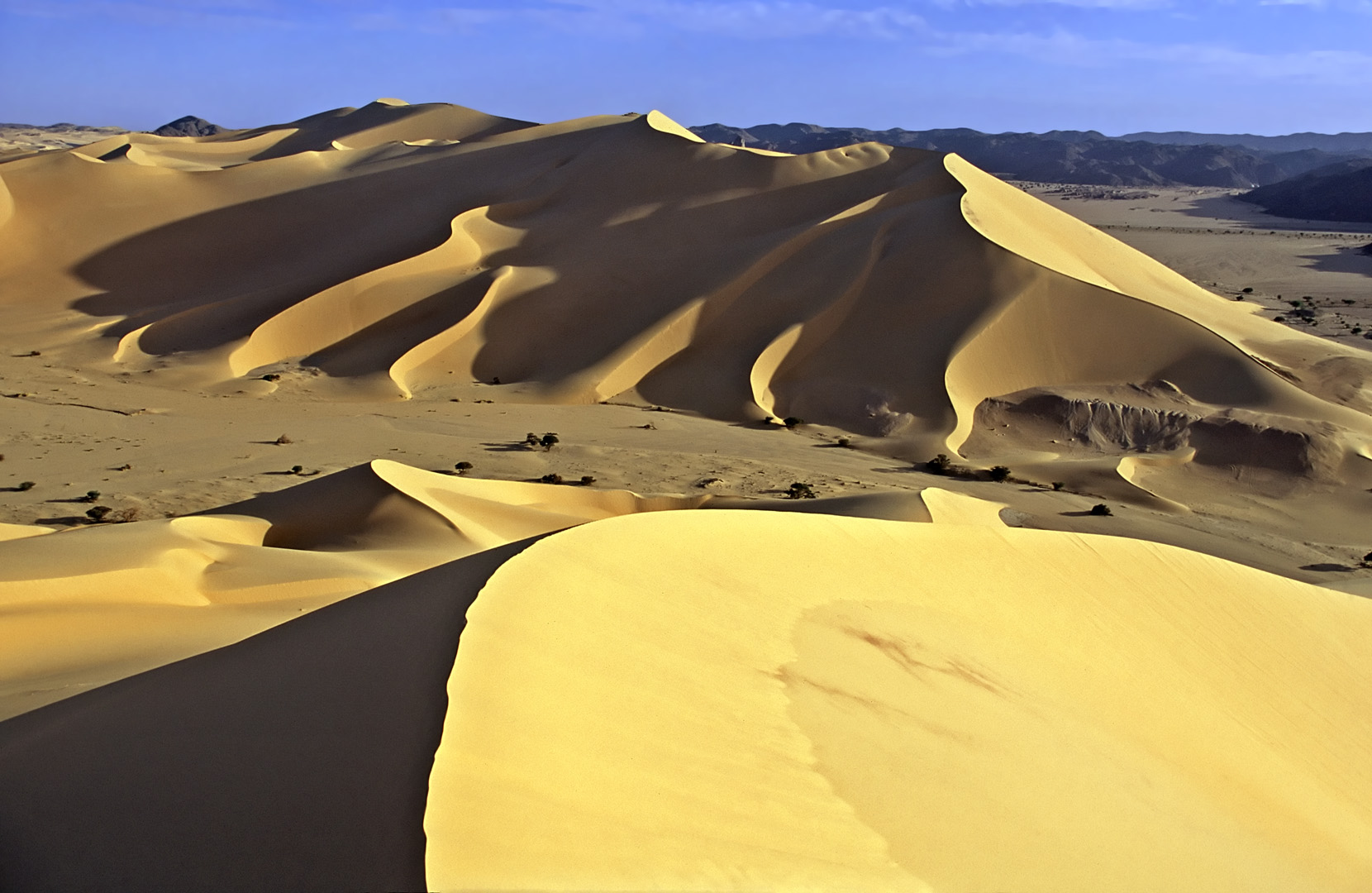
Dünen von Témet am Übergang von Aïr und Ténéré
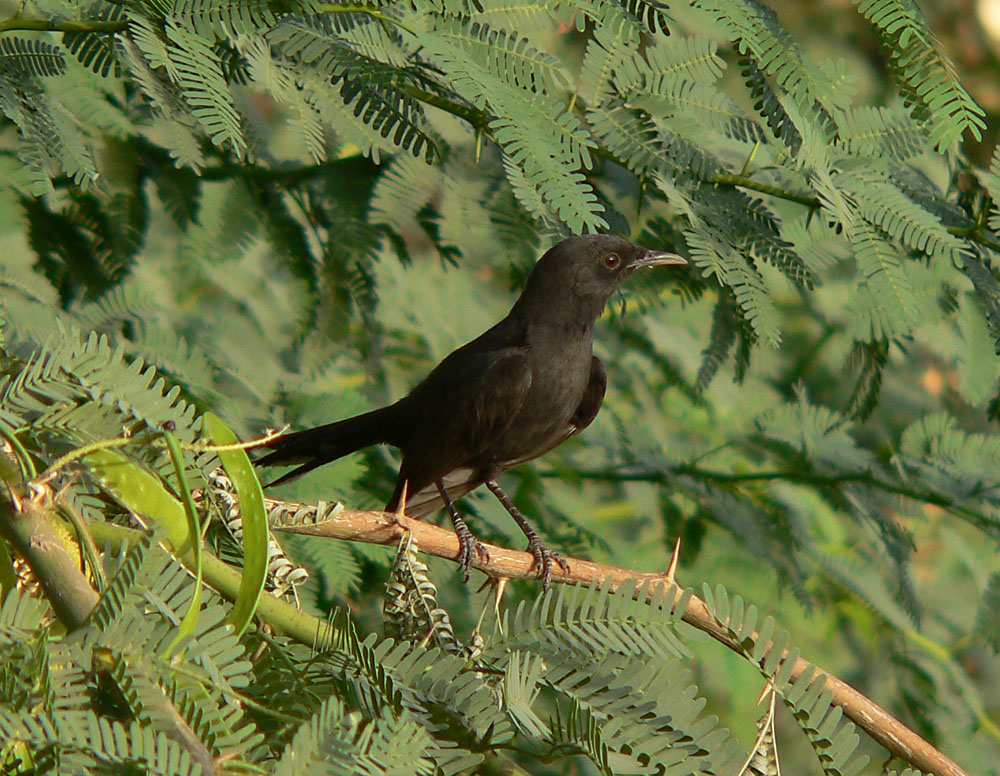
Rußheckensänger (Cercotrichas podobe) in Iferouane

## Film
- Air und Ténéré (Niger). Niemandsland in Sand und Felsen. Dokumentarfilm, Deutschland, 2000, 14:52 Min., Buch und Regie: Albrecht Heise, Produktion: SWR, Reihe: Schätze der Welt – Erbe der Menschheit, Inhaltsangabe mit Online-Video und Bildergalerie von SWR.